# Domorodno ljudstvo
Domorodno ljudstvo (tudi naravno ljudstvo, plemensko ljudstvo) je sodoben sociološki izraz, s katerim označimo etnične skupine, ki ohranjajo etnično istovetnost prek lastnega jezika, kulture, ozemlja in posebne družbene organiziranosti, ki temelji na sorodstvenih vezeh. To so predvsem zunajevropske etnične skupnosti, ki so se ohranile še danes.